# Tony Campbell
Pour les articles homonymes, voir Campbell.
Anthony « Tony » Campbell, né le 7 mai 1962 à Teaneck, est un ancien joueur américain de basket-ball.
Il est notable pour avoir été le premier joueur à gagner un titre National Basketball Association (saison NBA 1987-1988 avec les Lakers de Los Angeles) et un titre Continental Basketball Association (Albany Patroons) dans la même saison.

## Statistiques

### Saison régulière
Légende :
| Champion NBA |

| Saison    | Equipe             | MJ  | MC  | MP   | %T   | %3PTS | %LF  | REB | PAD | STL | BLK | PTS  |
| --------- | ------------------ | --- | --- | ---- | ---- | ----- | ---- | --- | --- | --- | --- | ---- |
| 1984-1985 | Pistons            | 56  | 0   | 11,2 | 49,6 | 00,0  | 80,0 | 1,6 | 0,4 | 0,5 | 0,1 | 5,6  |
| 1985-1986 | Pistons            | 82  | 1   | 15,8 | 48,4 | 22,2  | 79,5 | 2,9 | 0,5 | 0,8 | 0,1 | 7,9  |
| 1986-1987 | Pistons            | 40  | 0   | 8,3  | 39,3 | 00,0  | 61,5 | 1,5 | 0,5 | 0,3 | 0,0 | 3,5  |
| 1987-1988 | Lakers             | 13  | 1   | 18,6 | 56,4 | 33,3  | 71,8 | 2,1 | 1,2 | 0,8 | 0,2 | 11,0 |
| 1988-1989 | Lakers             | 63  | 2   | 12,5 | 45,8 | 0,95  | 84,3 | 2,1 | 0,7 | 0,6 | 0,1 | 6,2  |
| 1989-1990 | Timberwolves       | 82  | 81  | 38,6 | 45,7 | 16,7  | 78,7 | 5,5 | 2,6 | 1,4 | 0,4 | 23,2 |
| 1990-1991 | Timberwolves       | 77  | 71  | 37,6 | 43,4 | 26,2  | 80,3 | 4,5 | 2,8 | 1,6 | 0,6 | 21,8 |
| 1991-1992 | Timberwolves       | 78  | 41  | 31,3 | 46,4 | 35,1  | 80,3 | 3,7 | 2,9 | 1,1 | 0,4 | 16,8 |
| 1992-1993 | Knicks             | 58  | 13  | 18,3 | 49,0 | 40,0  | 67,8 | 2,7 | 1,1 | 0,6 | 0,1 | 7,7  |
| 1993-1994 | Knicks / Mavericks | 63  | 14  | 19,3 | 44,3 | 25,0  | 78,3 | 3,0 | 1,3 | 0,8 | 0,2 | 8,8  |
| 1994-1995 | Cavaliers          | 78  | 0   | 14,5 | 41,1 | 35,7  | 83,0 | 2,0 | 0,9 | 0,4 | 0,1 | 6,0  |
| Total     |                    | 690 | 224 | 22,0 | 45,6 | 25,4  | 79,0 | 3,1 | 1,5 | 0,8 | 0,2 | 11,6 |

### Playoffs
Légende :
| Champion NBA |
| ------------ |

| Saison  | Equipe    | G  | GS | MP   | FG%  | 3P%   | FT%   | ORB | DRB | TRB | AST | STL | BLK | PTS |
| ------- | --------- | -- | -- | ---- | ---- | ----- | ----- | --- | --- | --- | --- | --- | --- | --- |
| 1984-85 | Pistons   | 2  | 0  | 4.5  | .333 |       |       | 0.0 | 1.0 | 1.0 | 0.5 | 0.0 | 0.0 | 1.0 |
| 1985-86 | Pistons   | 2  | 0  | 8.0  | .400 |       | .500  | 0.0 | 1.0 | 1.0 | 0.0 | 0.0 | 0.0 | 4.5 |
| 1986-87 | Pistons   | 4  | 0  | 3.3  | .500 | 1.000 | 1.000 | 0.0 | 1.3 | 1.3 | 0.0 | 0.0 | 0.0 | 2.3 |
| 1987-88 | Lakers    | 15 | 0  | 6.3  | .429 | .000  | .688  | 0.3 | 0.4 | 0.7 | 0.3 | 0.2 | 0.0 | 3.1 |
| 1988-89 | Lakers    | 9  | 1  | 11.8 | .613 | .500  | .727  | 0.4 | 0.9 | 1.3 | 0.7 | 0.3 | 0.0 | 6.2 |
| 1992-93 | Knicks    | 2  | 0  | 16.5 | .400 | .000  | .750  | 1.0 | 1.0 | 2.0 | 1.0 | 0.5 | 0.0 | 7.0 |
| 1994-95 | Cavaliers | 4  | 0  | 9.3  | .429 | .500  | .833  | 0.3 | 0.3 | 0.5 | 0.3 | 0.3 | 0.3 | 5.8 |
| Total   |           | 38 | 1  |      |      |       |       |     |     |     |     |     |     |     |